# Comtat d'Inyo
El comtat d'Inyo (Inyo County, en anglès), és un dels 58 comtats de l'estat nord-americà de Califòrnia. La seu del comtat és Independence i la ciutat més gran és Bishop. El comtat compta amb una àrea de 26 488 km² (els quals 62 km² estan coberts d'aigua), una població de 17,945 habitants, i la densitat de població és de menys d'1 hab/km². Aquest comtat va ser fundat en 1866. Geogràficament, el comptat d'Inyo compta amb el punt més alt dels 48 Estats nord-americans contigus, el Mont Whitney, i també amb el punt més baix de tot el país, la Vall de la Mort.

## Geografia
Segons l'Oficina del Cens, el comtat té una àrea total de 26,488 km², dels quals 26,426 km² són terra i 62 km² (0.23 %) són aigua. És el segon comtat més gran de Califòrnia i el novè de tots els Estats Units (exceptuant els boroughs d'Alaska).

### Comtats adjacents
- Comtat de Mico (nord)
- Comtat d'Esmeralda, Nevada (nord-est)
- Comtat de Nye, Nevada (aquest)
- Comtat de Clark (sud-est)
- Comtat de Sant Bernardino (sud)
- Comtat de Kern (sud-oest)
- Comtat de Freixe & Tulare (oest)

### Àrees protegides nacionals
- Parc Nacional de la Vall de la Mort (part)
- Bosc Nacional Inyo (part)
- Lloc Històric Nacional Manzanar

## Transport

### Principals autopistes
- O.S. Route 6
- O.S. Route 395
- Ruta Estatal 127
- Ruta Estatal 136
- Ruta Estatal 168
- Ruta Estatal 178
- Ruta Estatal 190